# Worldloppet Cup 2016
Der Worldloppet Cup 2016 war eine vom Weltskiverband FIS sowie dem Worldloppet-Verband zwischen dem 17. Januar und 2. April 2016 ausgetragene Wettkampfserie im Skilanglauf.

## Männer

### Resultate
| 1. Worldloppet Cup in Autrans – La Foulée Blanche | 1. Worldloppet Cup in Autrans – La Foulée Blanche | 1. Worldloppet Cup in Autrans – La Foulée Blanche | 1. Worldloppet Cup in Autrans – La Foulée Blanche | 1. Worldloppet Cup in Autrans – La Foulée Blanche |
| ------------------------------------------------- | ------------------------------------------------- | ------------------------------------------------- | ------------------------------------------------- | ------------------------------------------------- |
| Datum                                             | Disziplin                                         | Erster Platz                                      | Zweiter Platz                                     | Dritter Platz                                     |
| 17. Januar 2016                                   | 42 km Freistil                                    | Jean-Marc Gaillard                                | Toni Livers                                       | Ivan Perrillat Boiteux                            |

| 2. Worldloppet Cup in Lienz – Dolomitenlauf | 2. Worldloppet Cup in Lienz – Dolomitenlauf | 2. Worldloppet Cup in Lienz – Dolomitenlauf | 2. Worldloppet Cup in Lienz – Dolomitenlauf | 2. Worldloppet Cup in Lienz – Dolomitenlauf |
| ------------------------------------------- | ------------------------------------------- | ------------------------------------------- | ------------------------------------------- | ------------------------------------------- |
| Datum                                       | Disziplin                                   | Erster Platz                                | Zweiter Platz                               | Dritter Platz                               |
| 24. Januar 2016                             | 42 km Freistil 1                            | Bastien Poirrier                            | Ivan Perrillat Boiteux                      | Loïc Guigonnet                              |

| 3. Worldloppet Cup im Val di Fiemme und Val di Fassa – Marcialonga | 3. Worldloppet Cup im Val di Fiemme und Val di Fassa – Marcialonga | 3. Worldloppet Cup im Val di Fiemme und Val di Fassa – Marcialonga | 3. Worldloppet Cup im Val di Fiemme und Val di Fassa – Marcialonga | 3. Worldloppet Cup im Val di Fiemme und Val di Fassa – Marcialonga |
| ------------------------------------------------------------------ | ------------------------------------------------------------------ | ------------------------------------------------------------------ | ------------------------------------------------------------------ | ------------------------------------------------------------------ |
| Datum                                                              | Disziplin                                                          | Erster Platz                                                       | Zweiter Platz                                                      | Dritter Platz                                                      |
| 31. Januar 2016                                                    | 70 km klassisch                                                    | Tord Asle Gjerdalen                                                | Petter Eliassen                                                    | Stian Hoelgaard                                                    |

| 4. Worldloppet Cup in Mouthe – Transjurassienne | 4. Worldloppet Cup in Mouthe – Transjurassienne | 4. Worldloppet Cup in Mouthe – Transjurassienne | 4. Worldloppet Cup in Mouthe – Transjurassienne | 4. Worldloppet Cup in Mouthe – Transjurassienne |
| ----------------------------------------------- | ----------------------------------------------- | ----------------------------------------------- | ----------------------------------------------- | ----------------------------------------------- |
| Datum                                           | Disziplin                                       | Erster Platz                                    | Zweiter Platz                                   | Dritter Platz                                   |
| 14. Februar 2016                                | 68 km Freistil                                  | Wettbewerb abgesagt                             | Wettbewerb abgesagt                             | Wettbewerb abgesagt                             |

| 5. Worldloppet Cup in Otepää – Tartu Maraton | 5. Worldloppet Cup in Otepää – Tartu Maraton | 5. Worldloppet Cup in Otepää – Tartu Maraton | 5. Worldloppet Cup in Otepää – Tartu Maraton | 5. Worldloppet Cup in Otepää – Tartu Maraton |
| -------------------------------------------- | -------------------------------------------- | -------------------------------------------- | -------------------------------------------- | -------------------------------------------- |
| Datum                                        | Disziplin                                    | Erster Platz                                 | Zweiter Platz                                | Dritter Platz                                |
| 21. Februar 2016                             | 63 km klassisch                              | Wettbewerb abgesagt                          | Wettbewerb abgesagt                          | Wettbewerb abgesagt                          |

| 5. Worldloppet Cup in Hayward – American Birkebeiner (Ersatz für Tartu Maraton) | 5. Worldloppet Cup in Hayward – American Birkebeiner (Ersatz für Tartu Maraton) | 5. Worldloppet Cup in Hayward – American Birkebeiner (Ersatz für Tartu Maraton) | 5. Worldloppet Cup in Hayward – American Birkebeiner (Ersatz für Tartu Maraton) | 5. Worldloppet Cup in Hayward – American Birkebeiner (Ersatz für Tartu Maraton) |
| ------------------------------------------------------------------------------- | ------------------------------------------------------------------------------- | ------------------------------------------------------------------------------- | ------------------------------------------------------------------------------- | ------------------------------------------------------------------------------- |
| Datum                                                                           | Disziplin                                                                       | Erster Platz                                                                    | Zweiter Platz                                                                   | Dritter Platz                                                                   |
| 20. Februar 2016                                                                | 51 km Freistil                                                                  | David Norris                                                                    | Ivan Perrillat Boiteux                                                          | Benoît Chauvet                                                                  |

| 6. Worldloppet Cup in Szklarska Poręba – Bieg Piastów | 6. Worldloppet Cup in Szklarska Poręba – Bieg Piastów | 6. Worldloppet Cup in Szklarska Poręba – Bieg Piastów | 6. Worldloppet Cup in Szklarska Poręba – Bieg Piastów | 6. Worldloppet Cup in Szklarska Poręba – Bieg Piastów |
| ----------------------------------------------------- | ----------------------------------------------------- | ----------------------------------------------------- | ----------------------------------------------------- | ----------------------------------------------------- |
| Datum                                                 | Disziplin                                             | Erster Platz                                          | Zweiter Platz                                         | Dritter Platz                                         |
| 5. März 2016                                          | 54 km klassisch                                       | Toni Livers                                           | Jiří Ročárek                                          | Benoît Chauvet                                        |

| 7. Worldloppet Cup in Maloja – Engadin Skimarathon | 7. Worldloppet Cup in Maloja – Engadin Skimarathon | 7. Worldloppet Cup in Maloja – Engadin Skimarathon | 7. Worldloppet Cup in Maloja – Engadin Skimarathon | 7. Worldloppet Cup in Maloja – Engadin Skimarathon |
| -------------------------------------------------- | -------------------------------------------------- | -------------------------------------------------- | -------------------------------------------------- | -------------------------------------------------- |
| Datum                                              | Disziplin                                          | Erster Platz                                       | Zweiter Platz                                      | Dritter Platz                                      |
| 13. März 2016                                      | 42 km Freistil                                     | Roman Furger                                       | Toni Livers                                        | Jöri Kindschi                                      |

| 8. Worldloppet Cup in Chanty-Mansijsk – Ugra Ski Marathon | 8. Worldloppet Cup in Chanty-Mansijsk – Ugra Ski Marathon | 8. Worldloppet Cup in Chanty-Mansijsk – Ugra Ski Marathon | 8. Worldloppet Cup in Chanty-Mansijsk – Ugra Ski Marathon | 8. Worldloppet Cup in Chanty-Mansijsk – Ugra Ski Marathon |
| --------------------------------------------------------- | --------------------------------------------------------- | --------------------------------------------------------- | --------------------------------------------------------- | --------------------------------------------------------- |
| Datum                                                     | Disziplin                                                 | Erster Platz                                              | Zweiter Platz                                             | Dritter Platz                                             |
| 2. April 2016                                             | 50 km Freistil                                            | Toni Livers                                               | Yurij Shopin                                              | Bastien Poirrier                                          |

### Gesamtwertung
| Rang | Name                   | Punkte |
| ---- | ---------------------- | ------ |
| 001. | Toni Livers            | 376    |
| 02.  | Bastien Poirrier       | 316    |
| 03.  | Candide Pralong        | 280    |
| 04.  | Ivan Perrillat Boiteux | 270    |
| 05.  | Benoît Chauvet         | 241    |
| 06.  | Adrien Mougel          | 188    |
| 07.  | Mathias Wibault        | 188    |
| 08.  | Loïc Guigonnet         | 174    |
| 09.  | Sergio Bonaldi         | 110    |
| 10.  | Roman Furger           | 100    |
| 11.  | David Norris           | 100    |
| 12.  | Tord Asle Gjerdalen    | 100    |
| 13.  | Jean-Marc Gaillard     | 100    |
| 14.  | Alan Martinelli        | 82     |
| 15.  | Yurij Shopin           | 80     |
| 16.  | Jiří Ročárek           | 80     |
| 17.  | Petter Eliassen        | 80     |

| Rang | Name                 | Punkte |
| ---- | -------------------- | ------ |
| 18.  | Giorgio di Centa     | 75     |
| 19.  | Jöri Kindschi        | 60     |
| 20.  | Stian Hoelgaard      | 60     |
| 21.  | Radek Sretr          | 55     |
| 22.  | Tore Bjørseth Berdal | 50     |
| 23.  | Sergei Ustjugow      | 45     |
| 24.  | Anders Aukland       | 45     |
| 25.  | Jiri Pliska          | 40     |
| 26.  | Daniel Rickardsson   | 40     |
| 27.  | Sjarhej Dalidowitsch | 36     |
| 28.  | Sjur Røthe           | 36     |
| 29.  | Christoffer Callesen | 36     |
| 30.  | Damien Tarantola     | 36     |
| 31.  | Toni Escher          | 35     |
| 32.  | Nicolas Berthet      | 33     |
| 33.  | Yury Astapenka       | 32     |
| 34.  | Kari Varis           | 32     |

| Rang | Name                       | Punkte |
| ---- | -------------------------- | ------ |
| 35.  | Kris Freeman               | 32     |
| 36.  | Morten Eide Pedersen       | 32     |
| 37.  | Imanol Rojo                | 32     |
| 38.  | Dmitri Japarow             | 29     |
| 39.  | Paul Goalabre              | 29     |
| 40.  | Ivan Babikov               | 29     |
| 41.  | Fredrik Byström            | 29     |
| 42.  | Jérémie Millereau          | 28     |
| 43.  | Mickael Philipot           | 28     |
| 44.  | Simone Paredi              | 27     |
| 45.  | Michail Sjamjonau          | 26     |
| 46.  | Tad Elliott                | 26     |
| 47.  | Andreas Nygaard            | 26     |
| 48.  | Clément Arnault            | 24     |
| 49.  | Petr Novák (Skilangläufer) | 24     |
| 50.  | Jörgen Brink               | 24     |

## Frauen

### Resultate
| 1. Worldloppet Cup in Autrans – La Foulée Blanche | 1. Worldloppet Cup in Autrans – La Foulée Blanche | 1. Worldloppet Cup in Autrans – La Foulée Blanche | 1. Worldloppet Cup in Autrans – La Foulée Blanche | 1. Worldloppet Cup in Autrans – La Foulée Blanche |
| ------------------------------------------------- | ------------------------------------------------- | ------------------------------------------------- | ------------------------------------------------- | ------------------------------------------------- |
| Datum                                             | Disziplin                                         | Erster Platz                                      | Zweiter Platz                                     | Dritter Platz                                     |
| 17. Januar 2016                                   | 42 km Freistil                                    | Aurélie Dabudyk                                   | Elisa Brocard                                     | Rahel Imoberdorf                                  |

| 2. Worldloppet Cup in Lienz – Dolomitenlauf | 2. Worldloppet Cup in Lienz – Dolomitenlauf | 2. Worldloppet Cup in Lienz – Dolomitenlauf | 2. Worldloppet Cup in Lienz – Dolomitenlauf | 2. Worldloppet Cup in Lienz – Dolomitenlauf |
| ------------------------------------------- | ------------------------------------------- | ------------------------------------------- | ------------------------------------------- | ------------------------------------------- |
| Datum                                       | Disziplin                                   | Erster Platz                                | Zweiter Platz                               | Dritter Platz                               |
| 24. Januar 2016                             | 42 km Freistil 2                            | Aurélie Dabudyk                             | Elisa Brocard                               | Antonella Confortola Wyatt                  |

| 3. Worldloppet Cup im Val di Fiemme und Val di Fassa – Marcialonga | 3. Worldloppet Cup im Val di Fiemme und Val di Fassa – Marcialonga | 3. Worldloppet Cup im Val di Fiemme und Val di Fassa – Marcialonga | 3. Worldloppet Cup im Val di Fiemme und Val di Fassa – Marcialonga | 3. Worldloppet Cup im Val di Fiemme und Val di Fassa – Marcialonga |
| ------------------------------------------------------------------ | ------------------------------------------------------------------ | ------------------------------------------------------------------ | ------------------------------------------------------------------ | ------------------------------------------------------------------ |
| Datum                                                              | Disziplin                                                          | Erster Platz                                                       | Zweiter Platz                                                      | Dritter Platz                                                      |
| 31. Januar 2016                                                    | 70 km klassisch                                                    | Britta Johansson Norgren                                           | Kateřina Smutná                                                    | Seraina Boner                                                      |

| 4. Worldloppet Cup in Mouthe – Transjurassienne | 4. Worldloppet Cup in Mouthe – Transjurassienne | 4. Worldloppet Cup in Mouthe – Transjurassienne | 4. Worldloppet Cup in Mouthe – Transjurassienne | 4. Worldloppet Cup in Mouthe – Transjurassienne |
| ----------------------------------------------- | ----------------------------------------------- | ----------------------------------------------- | ----------------------------------------------- | ----------------------------------------------- |
| Datum                                           | Disziplin                                       | Erster Platz                                    | Zweiter Platz                                   | Dritter Platz                                   |
| 14. Februar 2016                                | 68 km Freistil                                  | Wettbewerb abgesagt                             | Wettbewerb abgesagt                             | Wettbewerb abgesagt                             |

| 5. Worldloppet Cup in Otepää – Tartu Maraton | 5. Worldloppet Cup in Otepää – Tartu Maraton | 5. Worldloppet Cup in Otepää – Tartu Maraton | 5. Worldloppet Cup in Otepää – Tartu Maraton | 5. Worldloppet Cup in Otepää – Tartu Maraton |
| -------------------------------------------- | -------------------------------------------- | -------------------------------------------- | -------------------------------------------- | -------------------------------------------- |
| Datum                                        | Disziplin                                    | Erster Platz                                 | Zweiter Platz                                | Dritter Platz                                |
| 21. Februar 2016                             | 63 km klassisch                              | Wettbewerb abgesagt                          | Wettbewerb abgesagt                          | Wettbewerb abgesagt                          |

| 5. Worldloppet Cup in Hayward – American Birkebeiner (Ersatz für Tartu Maraton) | 5. Worldloppet Cup in Hayward – American Birkebeiner (Ersatz für Tartu Maraton) | 5. Worldloppet Cup in Hayward – American Birkebeiner (Ersatz für Tartu Maraton) | 5. Worldloppet Cup in Hayward – American Birkebeiner (Ersatz für Tartu Maraton) | 5. Worldloppet Cup in Hayward – American Birkebeiner (Ersatz für Tartu Maraton) |
| ------------------------------------------------------------------------------- | ------------------------------------------------------------------------------- | ------------------------------------------------------------------------------- | ------------------------------------------------------------------------------- | ------------------------------------------------------------------------------- |
| Datum                                                                           | Disziplin                                                                       | Erster Platz                                                                    | Zweiter Platz                                                                   | Dritter Platz                                                                   |
| 20. Februar 2016                                                                | 51 km Freistil                                                                  | Caitlin Gregg                                                                   | Aurélie Dabudyk                                                                 | Erika Flowers                                                                   |

| 6. Worldloppet Cup in Szklarska Poręba – Bieg Piastów | 6. Worldloppet Cup in Szklarska Poręba – Bieg Piastów | 6. Worldloppet Cup in Szklarska Poręba – Bieg Piastów | 6. Worldloppet Cup in Szklarska Poręba – Bieg Piastów | 6. Worldloppet Cup in Szklarska Poręba – Bieg Piastów |
| ----------------------------------------------------- | ----------------------------------------------------- | ----------------------------------------------------- | ----------------------------------------------------- | ----------------------------------------------------- |
| Datum                                                 | Disziplin                                             | Erster Platz                                          | Zweiter Platz                                         | Dritter Platz                                         |
| 5. März 2016                                          | 54 km klassisch                                       | Adéla Boudíková                                       | Aurélie Dabudyk                                       | Klára Moravcová                                       |

| 7. Worldloppet Cup in Maloja – Engadin Skimarathon | 7. Worldloppet Cup in Maloja – Engadin Skimarathon | 7. Worldloppet Cup in Maloja – Engadin Skimarathon | 7. Worldloppet Cup in Maloja – Engadin Skimarathon | 7. Worldloppet Cup in Maloja – Engadin Skimarathon |
| -------------------------------------------------- | -------------------------------------------------- | -------------------------------------------------- | -------------------------------------------------- | -------------------------------------------------- |
| Datum                                              | Disziplin                                          | Erster Platz                                       | Zweiter Platz                                      | Dritter Platz                                      |
| 13. März 2016                                      | 42 km Freistil                                     | Anouk Faivre Picon                                 | Seraina Boner                                      | Klára Moravcová                                    |

| 8. Worldloppet Cup in Chanty-Mansijsk – Ugra Ski Marathon | 8. Worldloppet Cup in Chanty-Mansijsk – Ugra Ski Marathon | 8. Worldloppet Cup in Chanty-Mansijsk – Ugra Ski Marathon | 8. Worldloppet Cup in Chanty-Mansijsk – Ugra Ski Marathon | 8. Worldloppet Cup in Chanty-Mansijsk – Ugra Ski Marathon |
| --------------------------------------------------------- | --------------------------------------------------------- | --------------------------------------------------------- | --------------------------------------------------------- | --------------------------------------------------------- |
| Datum                                                     | Disziplin                                                 | Erster Platz                                              | Zweiter Platz                                             | Dritter Platz                                             |
| 2. April 2016                                             | 50 km Freistil                                            | Julija Tichonowa                                          | Olga Rotschewa                                            | Elisa Brocard                                             |

### Gesamtwertung
| Rang | Name                       | Punkte |
| ---- | -------------------------- | ------ |
| 01.  | Aurélie Dabudyk            | 431    |
| 02.  | Elisa Brocard              | 370    |
| 03.  | Klára Moravcová            | 330    |
| 04.  | Rahel Imoberdorf           | 177    |
| 05.  | Antonella Confortola Wyatt | 158    |
| 06.  | Seraina Boner              | 140    |
| 07.  | Adéla Boudíková            | 124    |
| 08.  | Julija Tichonowa           | 100    |
| 08.  | Anouk Faivre Picon         | 100    |
| 08.  | Caitlin Gregg              | 100    |
| 08.  | Britta Johansson Norgren   | 100    |
| 12.  | Nicole Donzallaz           | 098    |
| 13.  | Olga Rotschewa             | 080    |

| Rang | Name                | Punkte |
| ---- | ------------------- | ------ |
| 14.  | Kateřina Smutná     | 80     |
| 15.  | Roxane Lacroix      | 74     |
| 16.  | Erika Flowers       | 60     |
| 17.  | Anastasia Mayngardt | 50     |
| 18.  | Sara Lindborg       | 50     |
| 19.  | Emilia Lindstedt    | 46     |
| 20.  | Jelena Soboljowa    | 40     |
| 21.  | Heidi Widmer        | 40     |
| 22.  | Justyna Kowalczyk   | 40     |
| 23.  | Natalja Sernowa     | 36     |
| 24.  | Astrid Øyre Slind   | 36     |
| 25.  | Jessica Müller      | 36     |
| 26.  | Mariya Guschina     | 32     |

| Rang | Name                   | Punkte |
| ---- | ---------------------- | ------ |
| 27.  | Masako Ishida          | 32     |
| 28.  | Ina Lukonina           | 29     |
| 29.  | Rosie Frankowski       | 29     |
| 30.  | Annika Löfström        | 29     |
| 31.  | Alice Flanders         | 26     |
| 32.  | Jewgenija Schapowalowa | 24     |
| 33.  | Marion Buillet         | 24     |
| 34.  | Marit Sonnesyn         | 24     |
| 35.  | Carine Heuberger       | 22     |
| 36.  | Sharmila Ahmed         | 22     |
| 37.  | Kristina Roberto       | 22     |
| 38.  | Lauren Fritz           | 20     |